# 7475 Kaizuka
7475 Kaizuka (1992 UX5) là một tiểu hành tinh vành đai chính được phát hiện ngày 28 tháng 10 năm 1992 bởi K. Endate và K. Watanabe ở Kitami.